# Llista de peixos del riu Kaveri

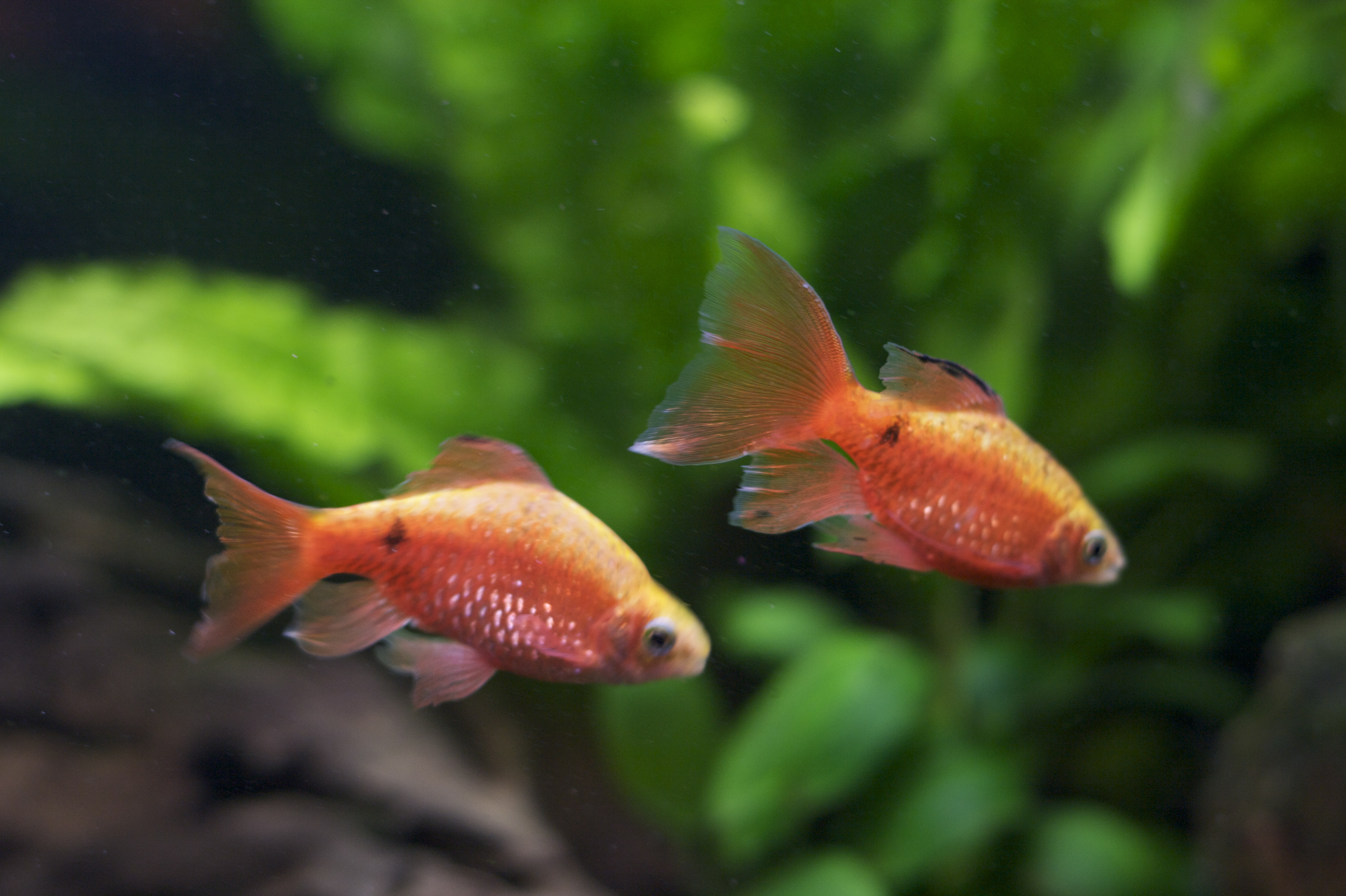
Puntius conchonius

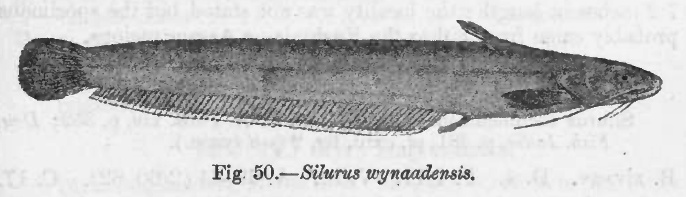
Pterocryptis wynaadensis

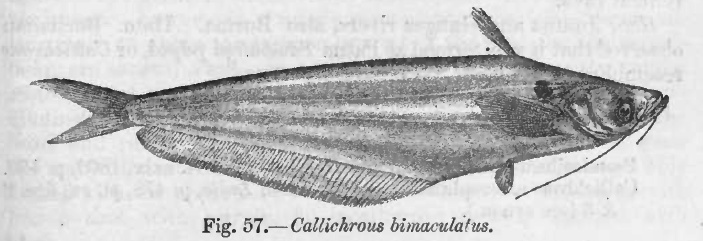
Ompok bimaculatus

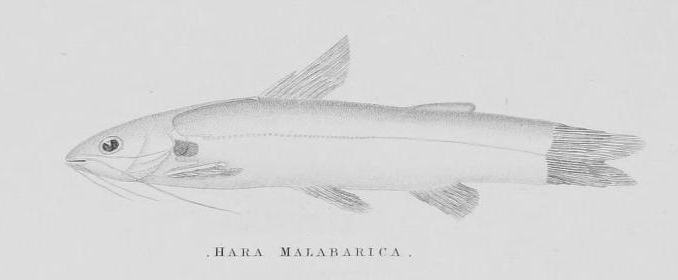
Mystus malabaricus

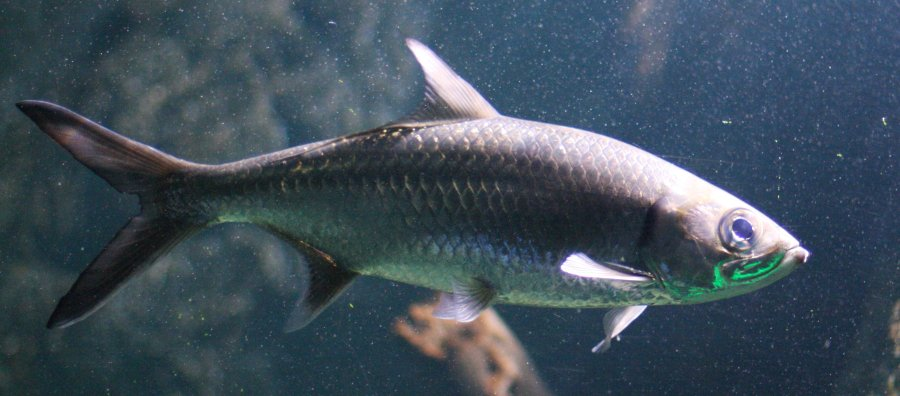
Megalops cyprinoides

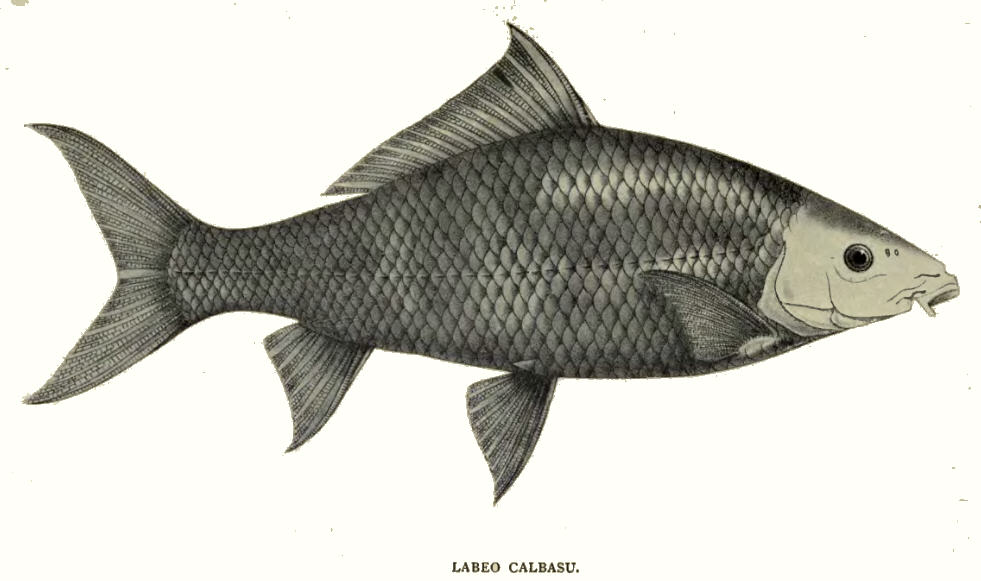
Labeo calbasu

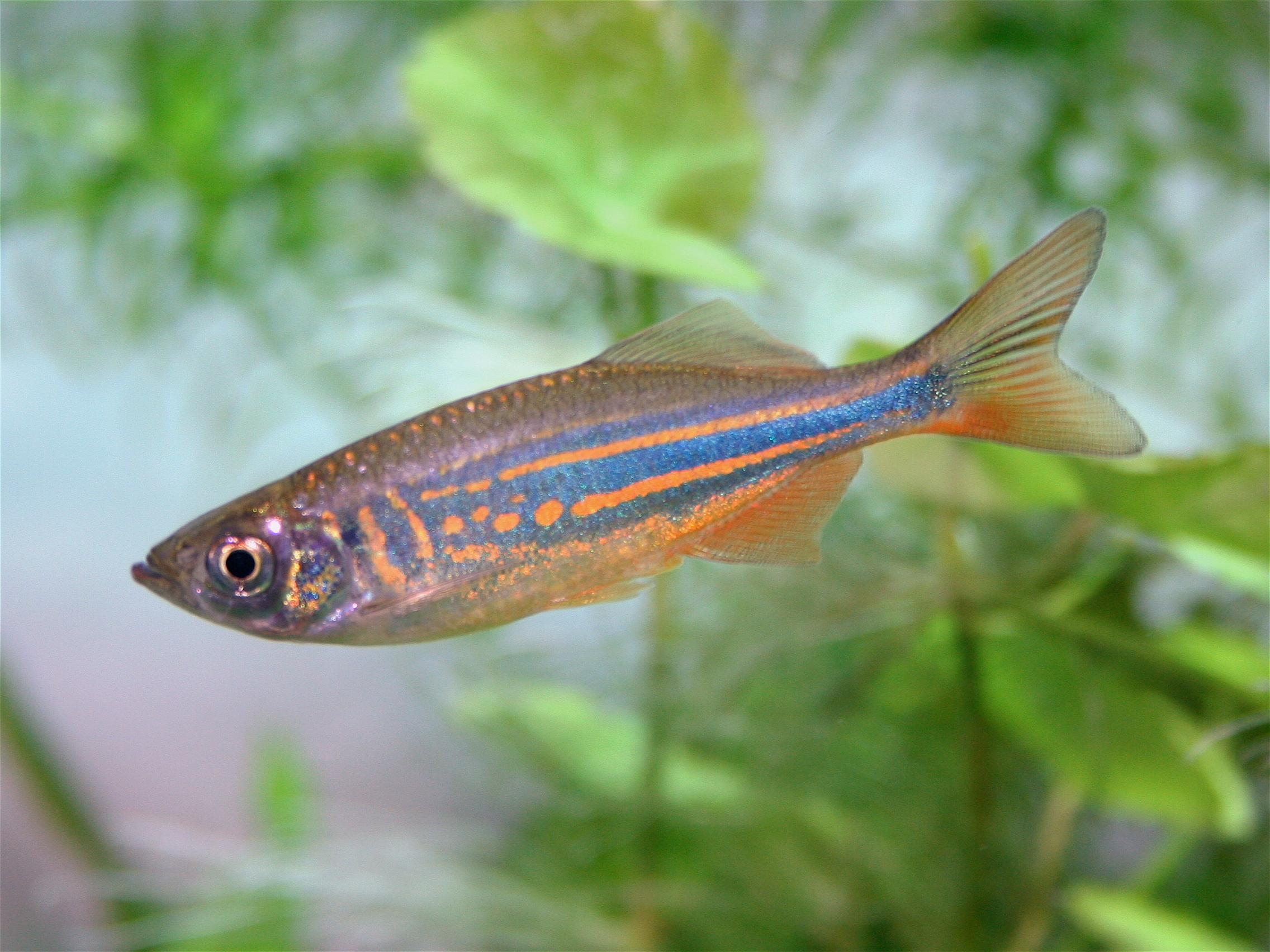
Devario aequipinnatus

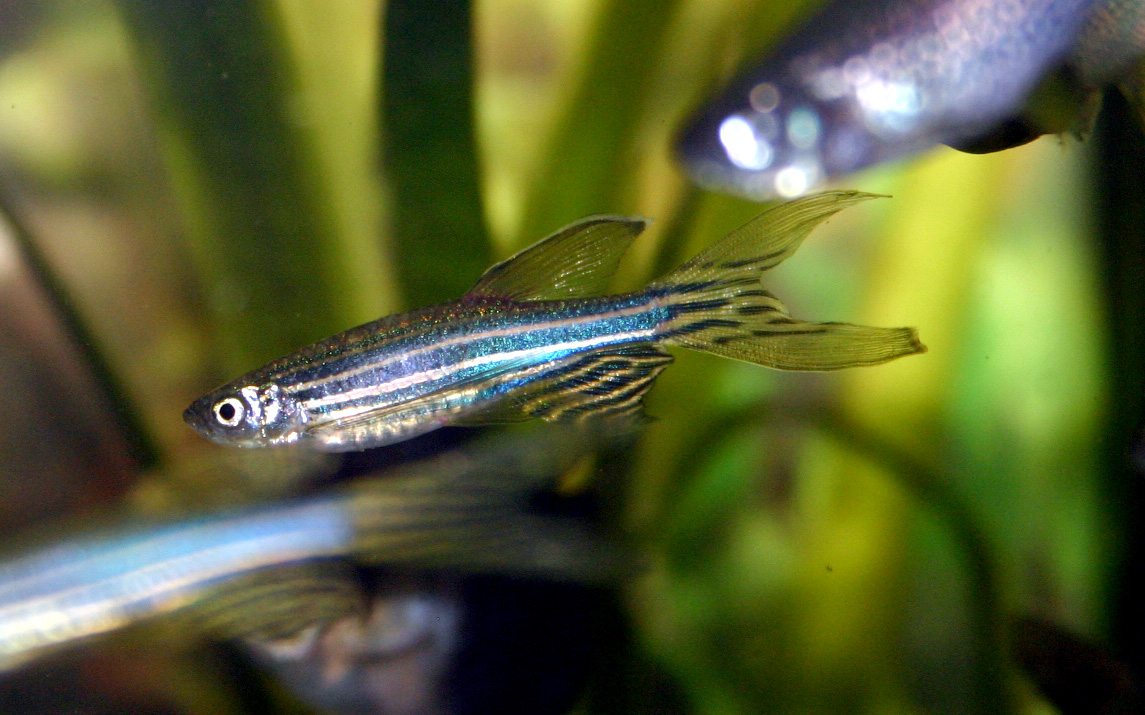
Danio rerio

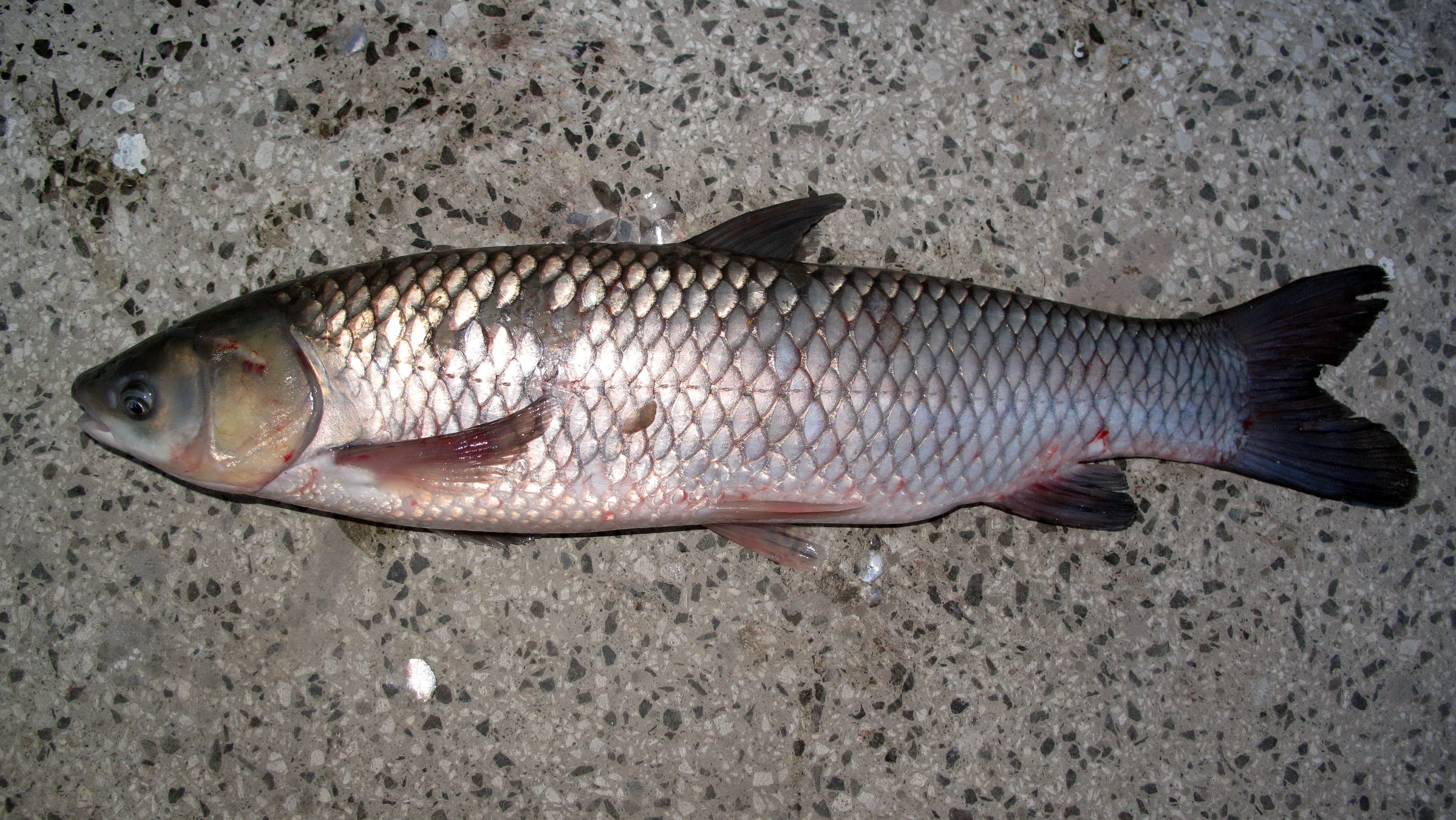
Ctenopharyngodon idella

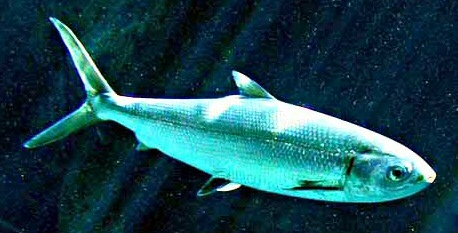
Chanos chanos

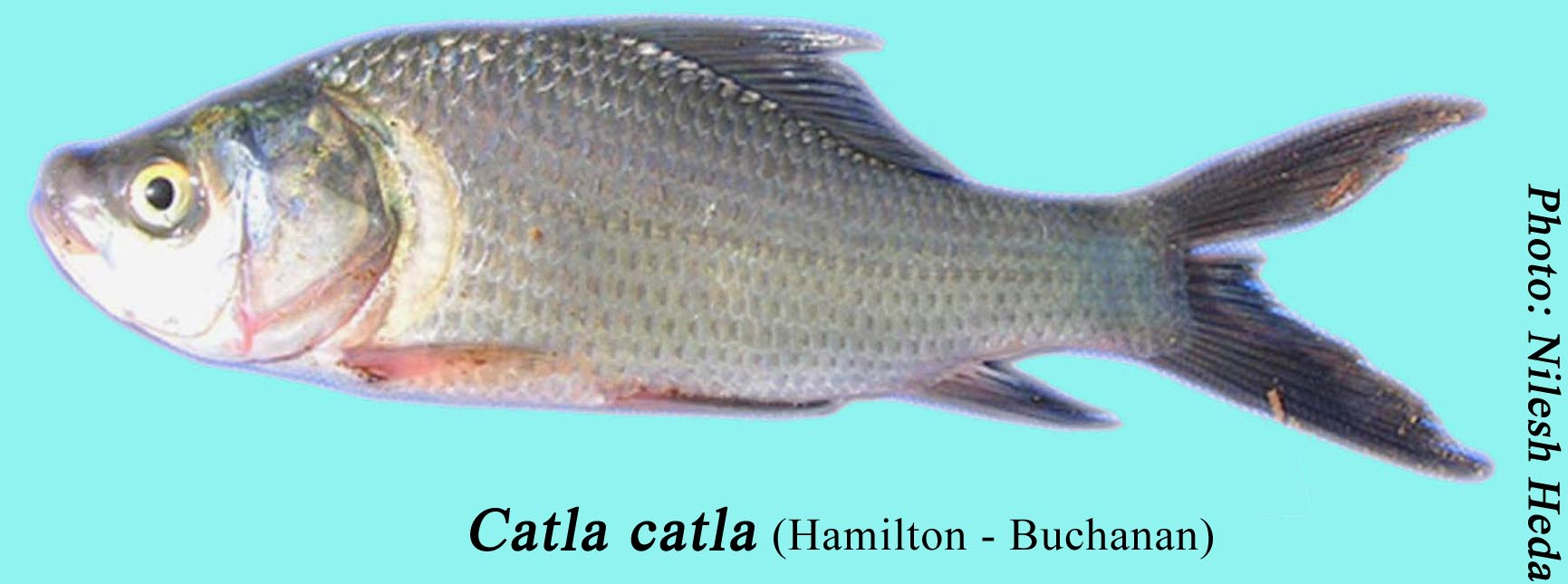
Catla catla

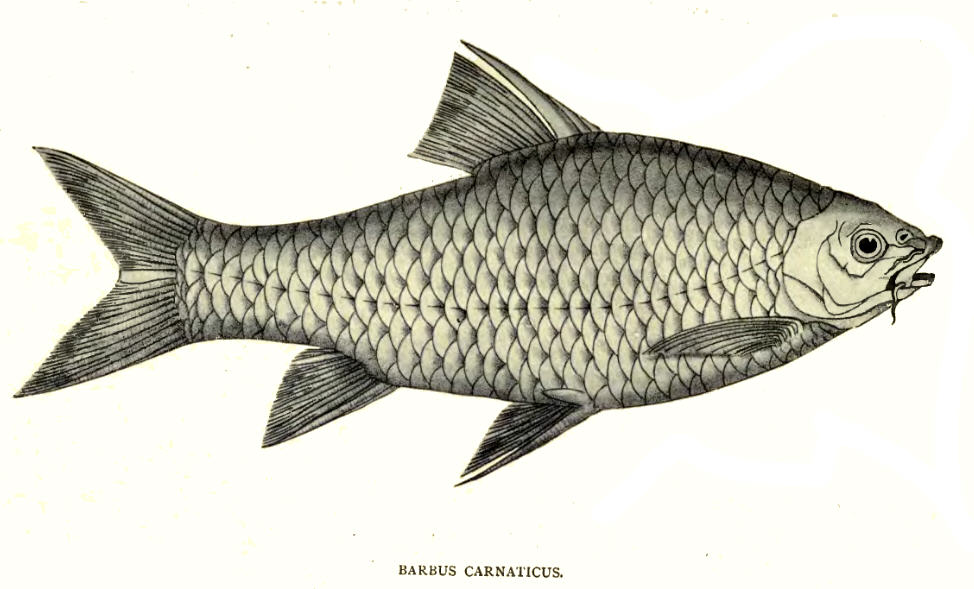
Barbodes carnaticus

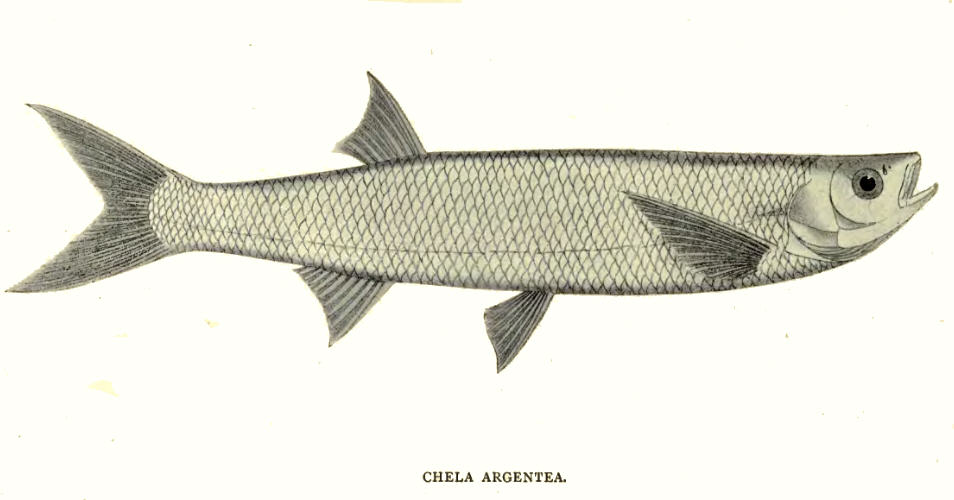
Salmophasia acinaces

Aquesta llista de peixos del riu Kaveri  -incompleta- inclou 90 espècies de peixos que es poden trobar al riu Kaveri, a l'Índia, ordenades per l'ordre alfabètic de llur nom científic.

## A
- Anguilla bengalensis bengalensis
- Anguilla bicolor bicolor

## B
- Balitora mysorensis
- Bangana ariza
- Bangana dero
- Barbodes bovanicus
- Barbodes carnaticus
- Barbodes wynaadensis
- Barilius gatensis

## C
- Catla catla
- Chanos chanos
- Cirrhinus cirrhosus
- Cirrhinus fulungee
- Ctenopharyngodon idella
- Cyprinus carpio carpio

## D
- Danio rerio
- Dawkinsia arulius
- Devario aequipinnatus

## E
- Esomus danricus
- Etroplus suratensis

## G
- Gagata itchkeea
- Garra gotyla stenorhynchus
- Garra mcclellandi
- Garra mullya
- Glyptothorax annandalei
- Glyptothorax madraspatanum

## H
- Hemibagrus punctatus
- Hypophthalmichthys molitrix
- Hypophthalmichthys nobilis
- Hypselobarbus curmuca
- Hypselobarbus dobsoni
- Hypselobarbus dubius
- Hypselobarbus kolus
- Hypselobarbus micropogon
- Hypselobarbus mussullah

## L
- Labeo bata
- Labeo boggut
- Labeo calbasu
- Labeo fimbriatus
- Labeo kontius
- Labeo pangusia
- Labeo porcellus
- Labeo potail
- Labeo rohita
- Lepidocephalus thermalis
- Longischistura bhimachari

## M
- Megalops cyprinoides
- Mesonoemacheilus guentheri
- Mesonoemacheilus pulchellus
- Mystus cavasius
- Mystus malabaricus
- Mystus seengtee
- Mystus vittatus

## N
- Nemacheilus kodaguensis
- Notopterus notopterus

## O
- Ompok bimaculatus
- Oreichthys cosuatis
- Osteochilichthys brevidorsalis
- Osteochilus thomassi

## P
- Pterocryptis wynaadensis
- Puntius cauveriensis
- Puntius chola
- Puntius conchonius
- Puntius dorsalis
- Puntius fasciatus
- Puntius filamentosus
- Puntius mahecola
- Puntius narayani
- Puntius parrah
- Puntius sarana
- Puntius sophore
- Puntius ticto
- Puntius vittatus

## R
- Rasbora caverii
- Rasbora daniconius
- Rhinomugil corsula

## S
- Salmophasia acinaces
- Salmophasia balookee
- Salmophasia belachi
- Salmophasia horai
- Salmophasia novacula
- Salmophasia phulo
- Salmophasia untrahi
- Schistura semiarmata
- Silonia childreni
- Sperata aor
- Sperata seenghala

## T
- Tenualosa ilisha
- Tor khudree

## W
- Wallago attu[1]